# Luden guldbagge
Luden guldbagge (Tropinota hirta) är en skalbaggsart som beskrevs av Nikolaus Poda von Neuhaus 1761. Enligt Catalogue of Life ingår luden guldbagge i släktet Tropinota och familjen Cetoniidae, men enligt Dyntaxa är tillhörigheten istället släktet Tropinota och familjen bladhorningar. Arten förekommer tillfälligt i Sverige, men reproducerar sig inte.

## Underarter
Arten delas in i följande underarter:
- T. h. crispa
- T. h. hirtiformis
- T. h. suturalis
- T. h. heyrovskyi

## Bildgalleri

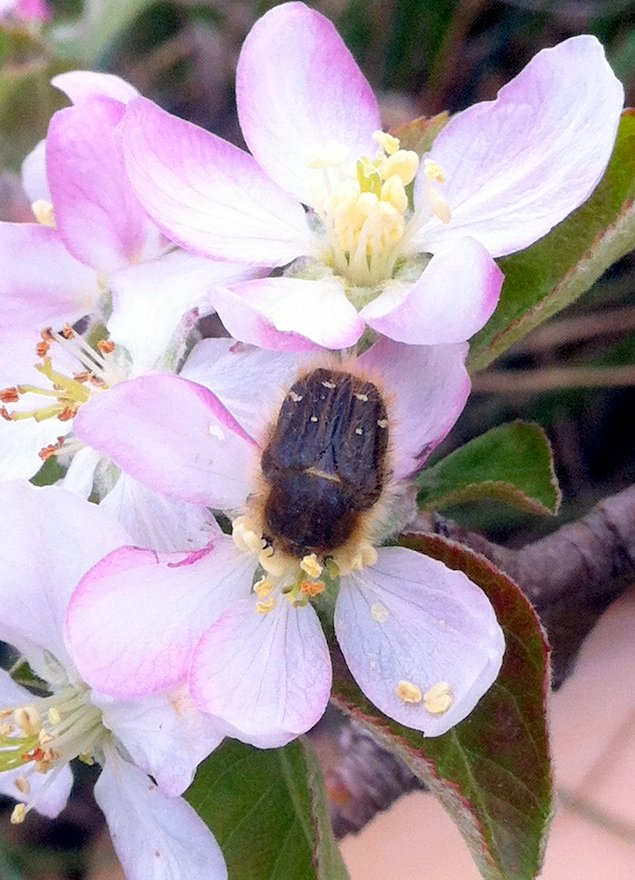
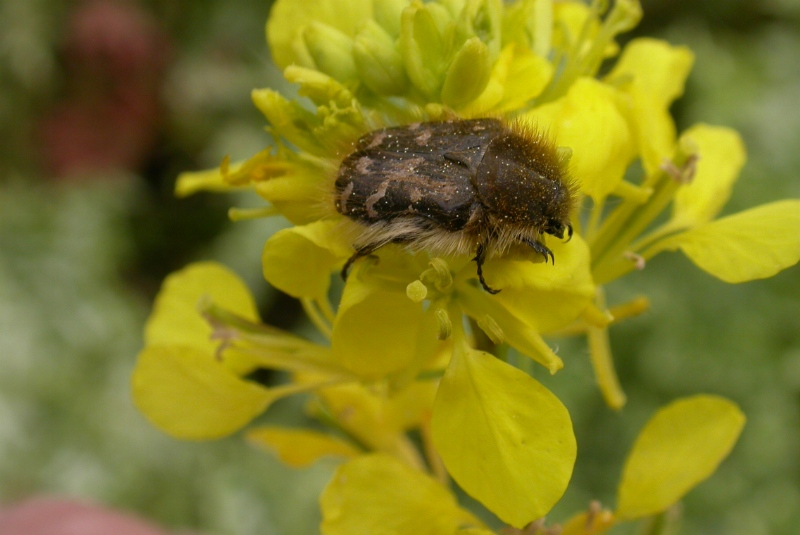
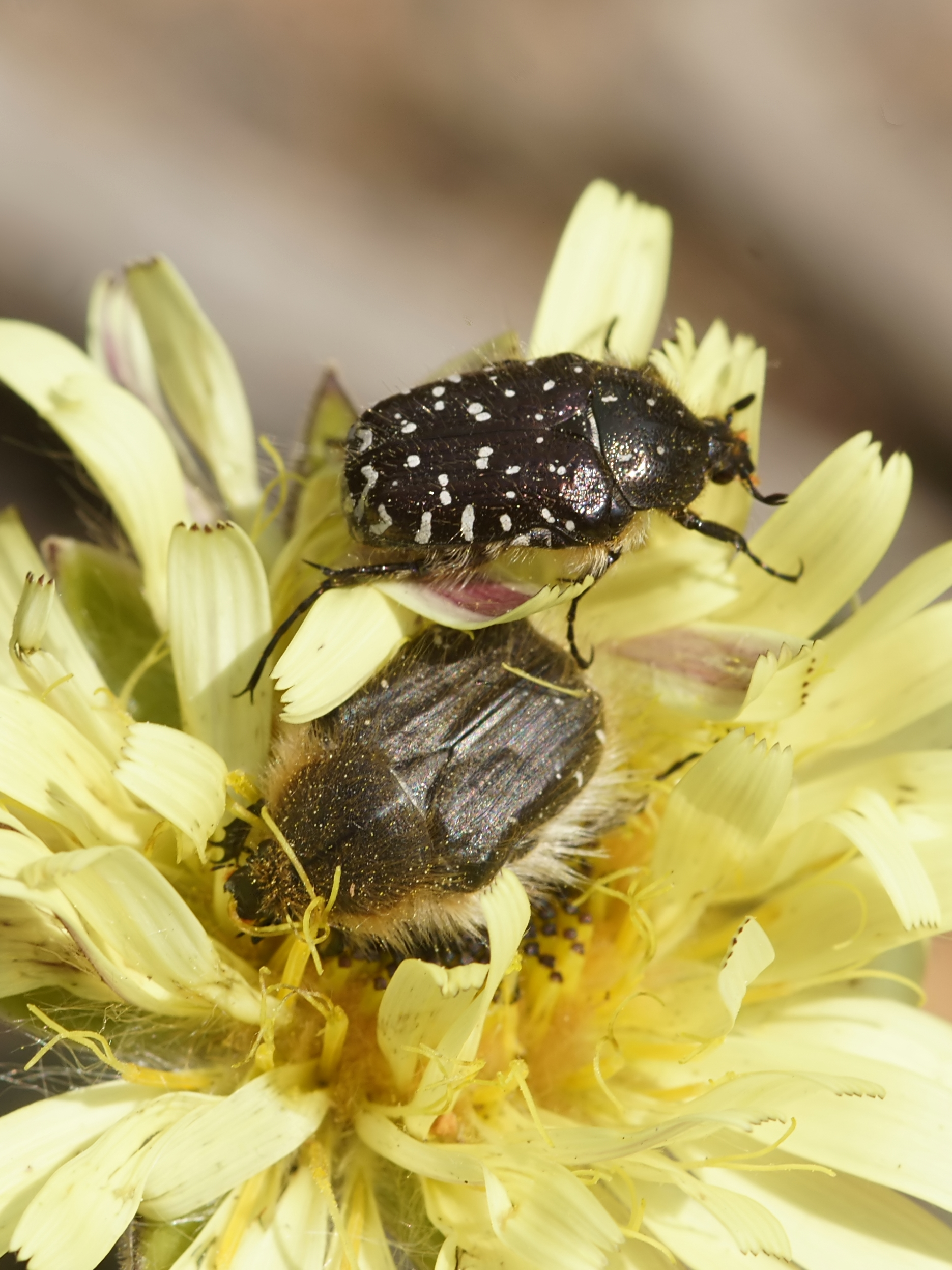
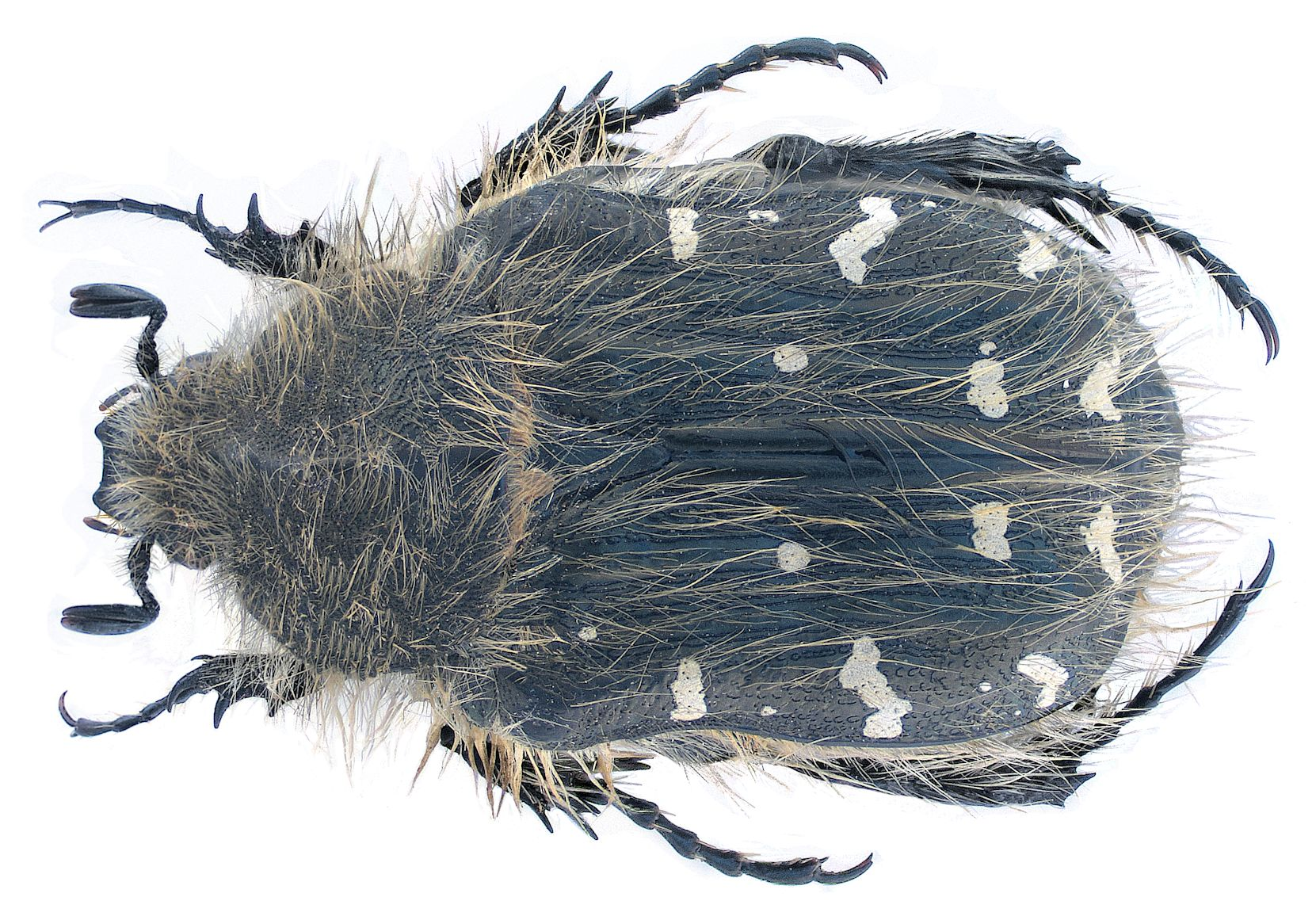
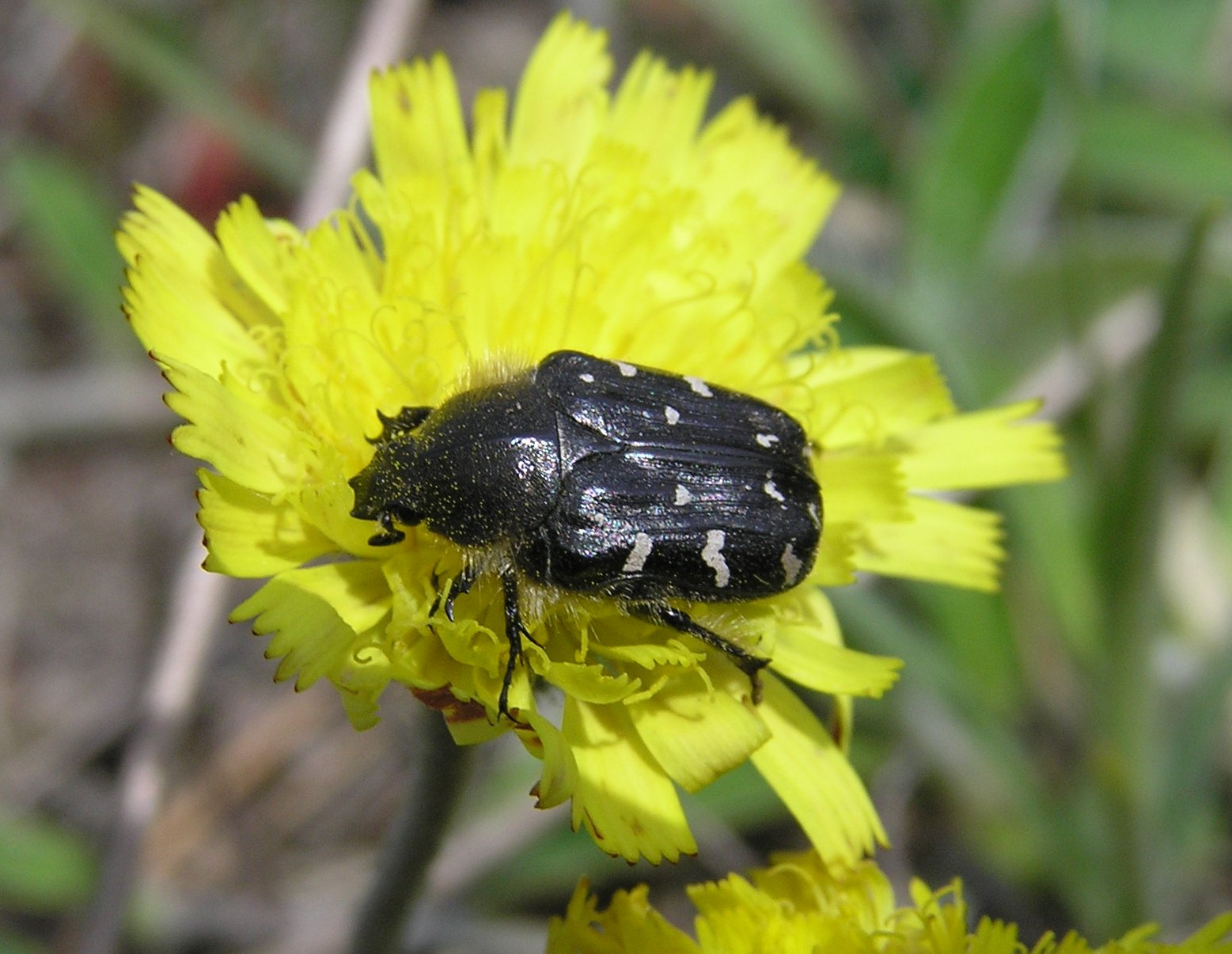
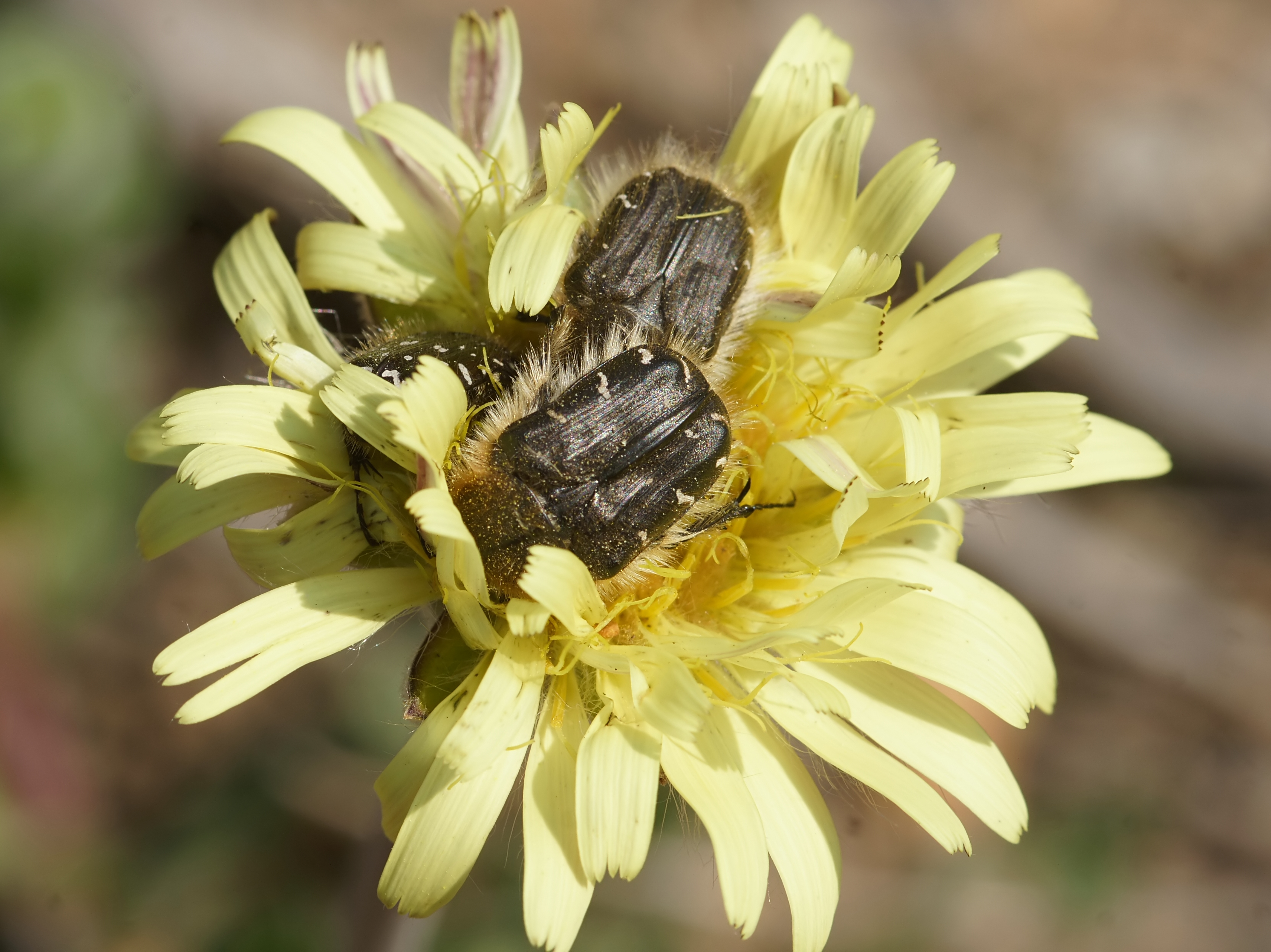